# Бентон (Нью-Гемпшир)
Бентон (англ. Benton) — місто (англ. town) в США, в окрузі Ґрафтон штату Нью-Гемпшир. Населення — 374 особи (2020).

## Демографія
Згідно з переписом 2010 року, у місті мешкали 364 особи в 106 домогосподарствах у складі 74 родин. Було 164 помешкання
Расовий склад населення:
| - 96,7 % — білих - 0,5 % — азіатів |

До двох чи більше рас належало 2,2 %. Частка іспаномовних становила 1,1 % від усіх жителів.
За віковим діапазоном населення розподілялося таким чином: 13,7 % — особи молодші 18 років, 58,8 % — особи у віці 18—64 років, 27,5 % — особи у віці 65 років та старші. Медіана віку мешканця становила 52,8 року. На 100 осіб жіночої статі у місті припадало 102,2 чоловіків;  на 100 жінок у віці від 18 років та старших — 105,2 чоловіків також старших 18 років.
Середній дохід на одне домашнє господарство  становив 73 498 доларів США (медіана — 51 250), а середній дохід на одну сім'ю — 89 796 доларів (медіана — 56 250). Медіана доходів становила 39 375 доларів для чоловіків та 35 313 долари для жінок. За межею бідності перебувало 6,4 % осіб, у тому числі 13,3 % дітей у віці до 18 років та 3,2 % осіб у віці 65 років та старших.
Цивільне працевлаштоване населення становило 144 особи. Основні галузі зайнятості: освіта, охорона здоров'я та соціальна допомога — 32,6 %, будівництво — 19,4 %, роздрібна торгівля — 13,2 %, виробництво — 8,3 %.